# II-66

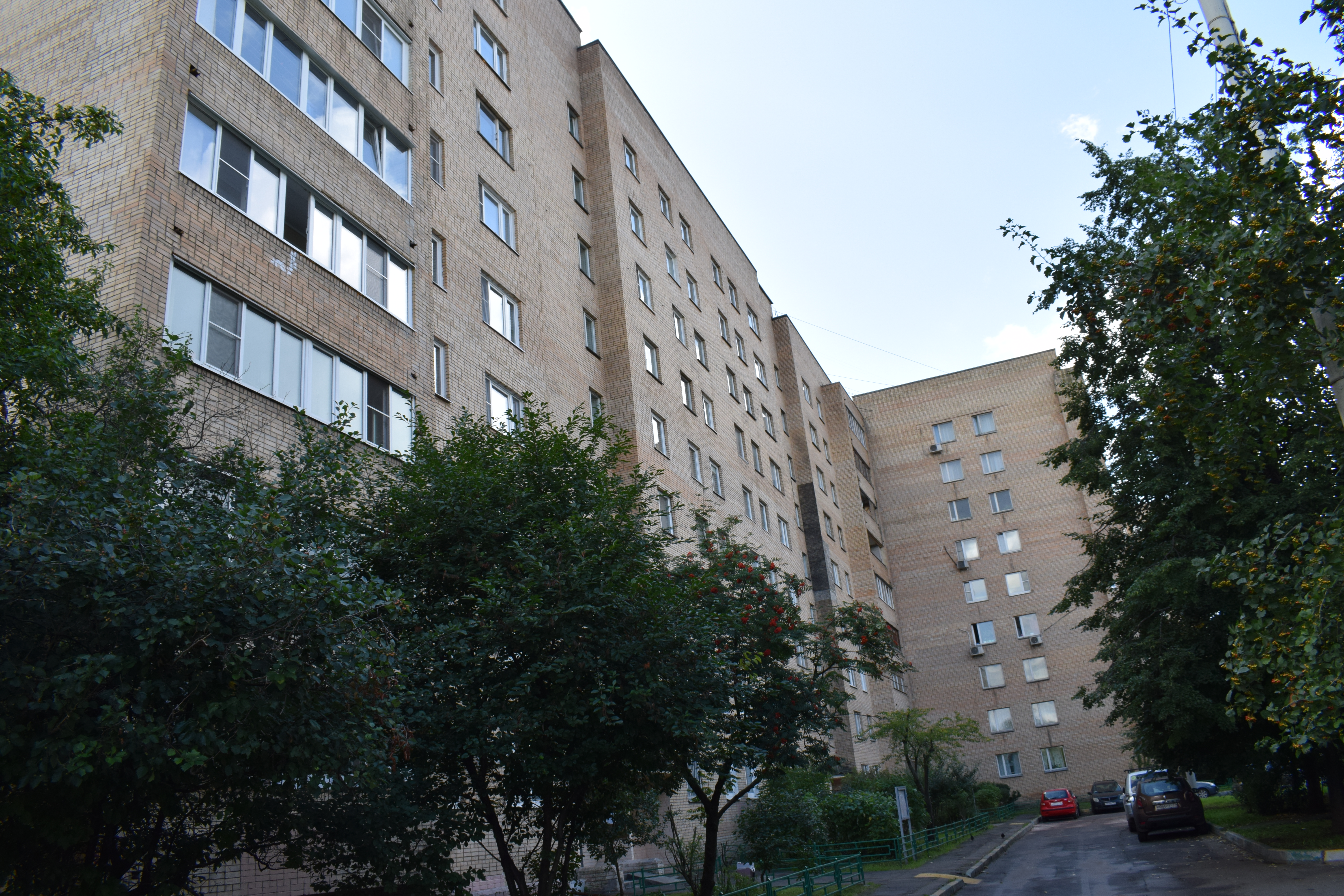
Дома серии II-66 в районе Москвы Бирюлёво Восточное

II-66 — типовая серия жилых 9-12-этажных домов, строительство которой велось с 1973 по 1983 год в Москве, Одинцово, Красногорске и Железнодорожном.
Серия была спроектирована МНИИТЭП. За время возведения домов серии с 1973 стали очевидными длительные сроки возведения и дорогая технология строительства, в связи с чем она перестала возводиться в 1983 году. В домах серии присутствует один пассажирский лифт грузоподъёмностью 450 килограмм, мусоропровод с загрузочным клапаном на каждом этаже и раздельные санузлы. Наружные стены, толщина которых составляет 51 см, исполнены из кирпича, перекрытия сделаны из круглопустотных панелей толщиной 22 см. Несущими стенами в корпусах является внутренний железобетонный каркас и горизонтальные перекрытия из железобетонных плит, осложняющие возможность перепланировки квартир. Особенностью серии стало отсутствие однокомнатных квартир.

## Основные характеристики
| Количество секций (подъездов) | 2 и более                                  |
| Этажность                     | 9, 12                                      |
| Высота потолков               | 2,64                                       |
| Лифты                         | один пассажирский и один грузопассажирский |
| Балконы                       | на всех этажах                             |
| Количество квартир на этаже   | 7                                          |
| Перспектива сноса             | не планируется                             |

## Площади квартир
| Комнатность          | Общая, м² | Жилая, м² | Кухня, м² |
| 2-комнатная квартира | 49-52     | 32-37     | 8-9       |
| 3-комнатная квартира | 64-69     | 47-48     | 8-9       |
| 4-комнатная квартира | 73-74     | 55        | 8-9       |